# Герцберг, Фредерик
Фредерик Ирвин Герцберг (Frederick Irving Herzberg, 17 апреля 1923 — 19 января 2000 года, США) — американский психолог, который стал одной из самых влиятельных фигур в сфере управления бизнесом.

## Имя в истории
Американский психолог, который стал одной из самых влиятельных фигур в сфере управления бизнесом. Он добился известности как автор двухфакторной теории мотивации, которая ввела в широкое обращение понятие мотиваторов и гигиенических факторов. Публикация Герцберга «Еще раз, как вы мотивируете сотрудников?» (One More Time, How Do You Motivate Employees?), которая вышла в 1968 году на основе его исследований, к 1987 году разошлась тиражом в 1,2 миллиона экземпляров и стала самой востребованной статьей из журнала «Harvard Business Review».